# Ruokolahden metsä
Ruokolahden metsä este o arie protejată (arie specială de conservare — SAC, sit de importanță comunitară — SCI, arie de protecție specială avifaunistică — SPA) din Finlanda întinsă pe o suprafață de 14 ha, integral pe uscat.

## Localizare
Centrul sitului Ruokolahden metsä este situat la coordonatele 61°40′33″N 28°34′20″E / 61.6758°N 28.5722°E.

## Înființare
Situl Ruokolahden metsä a fost declarat sit de importanță comunitară în august 1998 pentru a proteja 3 specii de animale. Alte tipuri de protecție:
- arie de protecție specială avifaunistică (în august 1998)[2]
- arie specială de conservare (în aprilie 2015)[1][3][4]

## Biodiversitate
Situată în ecoregiunea boreală, aria protejată conține 3 habitate naturale: Taiga vestică, Păduri fino-scandinave bogate în ierburi cu Picea abies, Mlaștini împădurite.
La baza desemnării sitului se află mai multe specii protejate de  păsări (3): ciocănitoare neagră (Dryocopus martius), muscar (Ficedula parva), ciocănitoare de munte (Picoides tridactylus).
Pe lângă speciile protejate, pe teritoriul sitului au mai fost identificate 3 specii de păsări.